# Cisticola cinnamomeus
Cisticola cinnamomeus là một loài chim trong họ Cisticolidae.